# 582 Olympia
582 Olympia è un asteroide della fascia principale del diametro medio di circa 43,41 km. Scoperto nel 1906, presenta un'orbita caratterizzata da un semiasse maggiore pari a 2,6091805 UA e da un'eccentricità di 0,2249413, inclinata di 30,01324° rispetto all'eclittica.
Il suo nome è un omaggio all'antica città greca di Olimpia, dove nacquero i Giochi olimpici e dove sorgeva un tempio dedicato a Zeus la cui statua era considerata una delle sette meraviglie.